# Iosif Goldiș
Iosif Goldiș, magyarosan Goldis János, papi nevén Goldis József (Székudvar, Arad megye, 1836. február 25. – Arad, 1902. április 5.) görögkeleti püspök.

## Élete
A gimnáziumot és a teológiát Aradon, a jogot Debrecenben és a filológiát a budapesti egyetemen végezte. 1864-ben megyei aljegyzőnek, 1867-ben főjegyzőnek választatott meg. Több évig a román népművelődési egylet titkára, később második igazgatója volt. 1869-ben Andrei Șaguna érsek-metropolita rábeszélésére a politikai pályát elhagyta és felvette a szerzetes-papi rendet és ez időtől fogva mint püspöki titkár, teologiai tanár és előadó szentszéki ülnök működött 1873-ig. Ő hozta be az aradi papnevelő intézetbe és kezdte tanítani a kánonjogot; a papnövendékek közreműködésével szerkesztette a Sperantia című egyházi lapot 1871-től 1872. júliusig és saját felelősségére a Lumina című egyházi és iskolai lapot 1873. májustól 1874. márciusig. Az 1883-84. iskolai év kezdetén Trefort Ágoston miniszter az aradi királyi főgimnáziumhoz a román nyelv és irodalom rendes tanárává nevezte ki. Egyházi állása szerint görögkeleti püspöki protosyncel, az egyházi tanácsban állandó szentszéki ülnök és helyettes elnök, az arad-egyházmegyei zsinatnak és a román egyházi nemzeti kongresszusnak tagja, 1882-ben a román tudományos akadémiának levelező tagja lett, 1892-től nagyváradi görögkeleti püspökhelyettes.
A román irodalommal korán kezdett foglalkozni; már 1858-ban az aradi román ifjúság által kiadott Muguri című könyv szerkesztésében vett részt; írt csaknem folytonosan a román lapokba közérdekű cikkeket és tudományos értekezéseket; Szemere Bertalannak a halálbüntetés ellen 1843. augusztus 15-én elmondott országgyűlési beszédét románra fordította; írt 1867-69-ben a Bécsben megjelent Albinaba, Grachus névvel. Szórványosan megjelentek egyházi és alkalmi beszédei.

## Munkái
- A román nyelv latinsága. Arad, 1880. (Különnyomat az Alföldből; németül is megjelent).
- Plevnánál. (Grivicza bevétele). Drámolette 1 felv. Sion György után románból ford. Arad, 1883.
- Jehova. Carmen Sylva után ford. Arad, 1884.

Magyar nyelvtant is adott ki román nyelven; a román papnevelő intézetek és gimnáziumok használatára szónoklattant írt és Történeti vázlatot Románia közreműködéséről az 1877-78. orosz-török háborúban. (Utóbbi a Nagyvárad 1893. karácsonyi mellékletében is megjelent). Carmen Sylva munkáiból lefordította még a Puiu, Peles meséi-t sat. (az aradi Alföldben 1883-84.). Rudolf trónörökösnek az Osztrák-Magyar Monarchia írásban és képben című vállalatában közreműködött, úgyszintén a Kölcsey-egyesület megbizásából Arad megye és Arad város monográfiájának szerkesztésében is.